# ناحية بنش
ناحية بنش إحدى نواحي سوريا تتبع إداريّاً لمحافظة إدلب منطقة إدلب ومركزها بلدة بنش، بلغ تعداد سكان الناحية92006 نسمة حسب التعداد السكاني لعام 2011.

## بلدات وقرى ناحية بنش
بنش، الفوعة، طعوم.